# Lehån

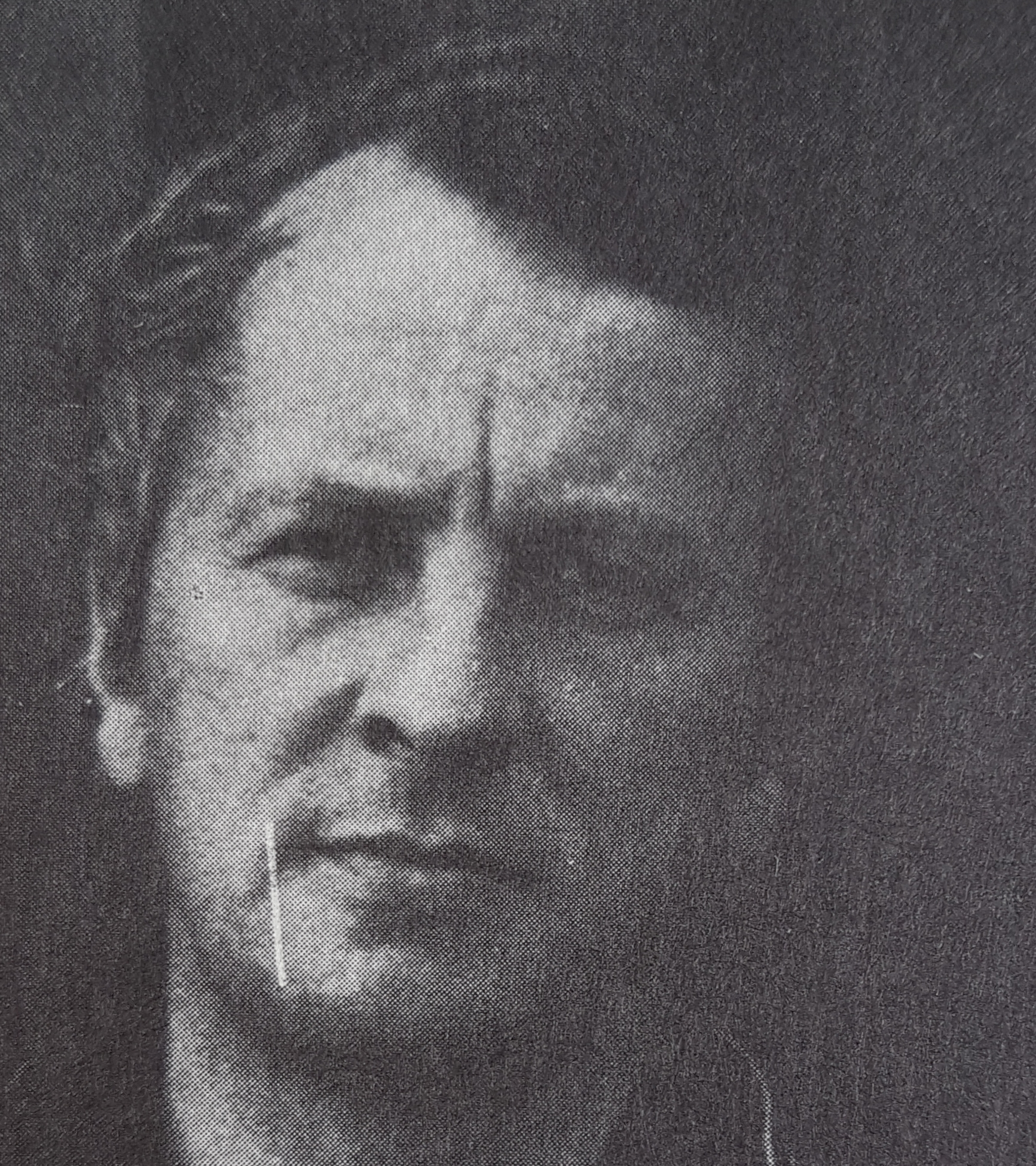
Lars-Erik Håkansson.

Lars-Erik Håkansson, född 29 september 1937, är en svensk illustratör med signaturen Lehån, bosatt i Mörrum.
Han är sedan 1966 verksam som tecknare för olika tidningar och sedan 1975 på heltidsbasis. Mottagare av Svenska Tecknares stipendium till minne av Knut V Pettersson 2003. Vi, Lo-tidningen och Kommunaktuellt är några tidningar han regelbundet medverkar i. Lehån är känd för sitt engagemang mot EU och den monetära unionen i Folkrörelsen Nej till EU.